# George Rennie (agrónomo)
George Rennie (2 de abril de 1749- 10 de octubre de 1828) fue un agrónomo escocés, pionero en la introducción de maquinaria agrícola para el procesado de los productos del campo.

## Semblanza
George Rennie era hijo de James Rennie, agricultor radicado en Phantassie, Haddingtonshire (ahora East Lothian), y hermano mayor del que llegaría a ser célebre ingeniero John Rennie. Nació en la granja de su familia en 1749.
Al salir de la escuela fue enviado por su padre, a la edad de dieciséis años, a Tweedside para hacer un estudio de un nuevo sistema de agricultura que había sido adoptado por Lord Kames, David Hume (conocido también como filósofo) y otros terratenientes del distrito. En 1765 se convirtió en superintendente de una fábrica de cerveza que había erigido su padre. El anciano Rennie murió en 1766 y, después de arrendar el negocio durante algunos años, el hijo lo desarrolló a gran escala desde 1783 hasta 1797, cuando finalmente lo arrendó de nuevo.
A continuación, Rennie se dedicó a la agricultura en las tierras de cultivo de Phantassie y en 1787 contrató a Andrew Meikle, un eminente mecánico de molinos (de quien su hermano, John Rennie, el ingeniero, había sido aprendiz) para que levantara en su finca una de sus máquinas de trillar de tambores, impulsada por un curso de agua. Cuando se pusieron en disputa las reivindicaciones de Meikle como inventor, Rennie escribió una carta a su favor, que se imprimió en un escrito titulado Una respuesta a un discurso al público, pero más particularmente a los intereses territoriales en Gran Bretaña e Irlanda, sobre el tema de la máquina de trillar.
Rennie murió el 6 de octubre de 1828. Fue uno de los autores de "A General View of the Agriculture of the West Riding of Yorkshire ... By Messrs. Rennie, Brown, and Shirreff", Londres, 1794, escrito para la Vista general de las encuestas de los condados de agricultura publicada por la Junta de Agricultura. Otros escritos, en coautoría con el escritor científico Robert Brown, discutieron la aplicación práctica de nuevas técnicas. Su hijo, George alcanzó notoriedad como escultor y político.